# جمال معروف (لاعب كرة قدم)
جمال معروف (مواليد 23 نوفمبر 1991، لاعب كرة قدم إماراتي يجيد اللعب في الهجوم في نادي الجزيرة الحمراء.
لعب سابقاً لأندية النصر والإمارات و نادي الشارقة ونادي العين ونادي خورفكان ونادي دبا الفجيرة ونادي حتا ونادي الجزيرة الحمراء.

## روابط خارجية
- جمال معروف على موقع Soccerbase.com (لاعب) (الإنجليزية)
- جمال معروف على موقع Soccerway.com (الإنجليزية)